# Via negativa
«Via negativa» (лат. через отрицание) — 7-й эпизод 8-го сезона сериала «Секретные материалы». Премьера состоялась 17 декабря 2000 года на телеканале FOX. Эпизод принадлежит к типу «монстр недели» и никак не связан с основной «мифологией сериала», заданной в первой серии.
Режиссёр — Тони Уармби, автор сценария — Фрэнк Спотниц, приглашённые актёры — Митч Пиледжи, Джеймс Пикенс-мл., Том Брэйдвуд, Дин Хэгланд, Брюс Харвуд, Уэйн Александер, Кирк Б. Р. Уоллер, Арлен Пиледжи, Кит Шарабажка, Грант Хеслов.
В США серия получила рейтинг домохозяйств Нильсена, равный 7,3, который означает, что в день выхода серию посмотрели 12,37 млн человек.
Главные герои серии — Дана Скалли (Джиллиан Андерсон) и её новый напарник Джон Доггетт (Роберт Патрик), агенты ФБР, расследующие сложно поддающиеся научному объяснению преступления, называемые «Секретными материалами».

## Сюжет
Скалли берёт отгул в связи с ранними стадиями её беременности, и Доггетт со Скиннером расследуют таинственную цепочку убийств лидером религиозного культа, который убивает своих жертв в их снах. В то же время злая сущность лидера культа преследует Доггетта, призывая того убить Скалли, пока она спит.